# Mark Shuttleworth
Mark Richard Shuttleworth (født 18. september 1973) er en sydafrikansk iværksætter og den anden rumturist og første afrikaner i rummet. Han er bedst kendt som manden bag Ubuntu Linux distributionen.
Nu bor han i London og har dobbelt statsborgerskab i form af sydafrikansk og britisk statsborgerskab.

## Barndom
Shuttleworth blev født i Welkom, Fristatprovinsen, Sydafrika. 
Efter at have gået i skole på Diocesan College, tog Shuttleworth en Business Science grad i Finance og Management information systems på University of Cape Town.

## Karriere
Shuttleworth grundlagde firmaet Thawte i 1995, der beskæftiger sig med digitale certifikater og internet sikkerhed og solgte firmaet til VeriSign i december 1999, hvorved han tjente ca. 575 millioner US dollars.
I September 2000, grundlagde Shuttleworth HBD Venture Capital, der støtter iværksættere.
I marts 2004 grundlagde han Canonical Ltd., der beskæftiger sig med fremme og kommerciel støtte til fri software projekter.

## Rumrejse
Shuttleworth blev kendt i hele verden den 25. april 2002 da han deltog i en rumrejse på den russiske Sojuz TM-34 mission, hvilket han betalte ca. 20 millioner US dollars for. To dage senere ankom han med Sojuz-rumskibet til Den Internationale Rumstation, hvor han tilbragte 8 døgn og deltog i eksperimenter der havde at gøre med forskning i AIDS og arvemasse. Den 5. maj 2002, kom han tilbage til jorden. For at kunne deltage i rumrejsen havde Shuttleworth været nødt til at gennemgå et års træning og forberedelser der blandet andet indebar et ophold på 7 måneder i Stjernebyen i Rusland.